# Обласова, Кристина Александровна
Кристи́на Алекса́ндровна О́бласова (в замужестве Конькова; родилась 11 сентября 1984, Москва, РСФСР, СССР) — российская фигуристка, бронзовый призёр чемпионата России 2004 года. Представляла Россию на Чемпионате Европы 2004 года (заняла 16 место). Среди юниоров два раза становилась чемпионкой России (в 2001 и 2002 гг.) и один раз чемпионкой мира (в 2001 году). Мастер спорта России международного класса.

## Карьера
Кристина Обласова родилась в 1984 году в Москве. С юных лет она была перспективной и одарённой российской фигуристкой. Окончила РГУФК.
Ей удалось пробиться в юношеский финал Гран-при в 2000 году, где выиграла серебряную медаль. Она выиграла в 2001 году юниорский чемпионат мира среди юниоров.
Закончила она свою спортивную карьеру на чемпионате России 2005 года, где она не закончила свои выступления.
По завершении соревновательной карьеры она вышла замуж за хоккеиста Сергея Конькова, на тот момент выступавшего за нижнекамский «Нефтехимик». Обласова переехала в Нижнекамск, и работала тренером в местной школе. После развода Кристина оставила фамилию бывшего супруга. Была участницей телевизионного шоу «Холостяк».

## Спортивные достижения
| Event                                                | 1996–97 | 1998–99 | 1999–00 | 2000–01 | 2001–02 | 2002–03 | 2003–04 |
| ---------------------------------------------------- | ------- | ------- | ------- | ------- | ------- | ------- | ------- |
| Чемпионат Европы                                     |         |         |         |         |         |         | 16      |
| Этапы Гран-при: Кубок Ростелекома                    |         |         |         |         |         |         | 7       |
| Этапы Гран-при: Skate Canada                         |         |         |         |         | 11      |         |         |
| Этапы Гран-при: Bofrost Cup on Ice                   |         |         |         |         | 5       |         |         |
| Золотой конёк Загреба                                |         |         |         | 2       |         |         | 5       |
| Nebelhorn Trophy                                     |         |         |         |         | 3       |         |         |
| Чемпионат мира среди юниоров                         |         |         |         | 1       | 11      | 9       |         |
| Юниорский финал Гран-при                             |         |         |         | 2       |         |         |         |
| Этапы юниорского Гран-при: Франция                   |         |         |         | 1       |         |         |         |
| Этапы юниорского Гран-при: Германия                  |         |         |         | 1       |         |         |         |
| Этапы юниорского Гран-при: Япония                    |         |         | 10      |         |         |         |         |
| Этапы юниорского Гран-при: Нидерланды                |         |         | 1       |         |         |         |         |
| Этапы юниорского Гран-при: Украина                   |         | 4       |         |         |         |         |         |
| Чемпионат России                                     | 14      |         | 10      | 6       | 5       | 5       | 3       |
| Первенство России по фигурному катанию среди юниоров | 17      |         | 4       | 1       | 1       | 1       |         |